# 火星人ゴーホーム
『火星人ゴーホーム』（かせいじんゴーホーム、英: Martians, Go Home）は、フレドリック・ブラウンによる長編SF小説。『アスタウンディング・サイエンス・フィクション』1954年9月号に掲載されたのち、加筆の上、1955年にE・P・ダットン社から刊行された。
H・G・ウェルズの『宇宙戦争』のパロディで、瞬間移動能力と透視能力を持つ火星人たちが、一切の暴力的手段を用いずにその不愉快な言動だけで地球文明を崩壊させてしまう状況を描く、風刺ユーモアSFである。
日本語版訳者の稲葉明雄は解説の最後に「蛇足ながら」と断った上で、題名が日本の米軍基地反対運動などで用いられたスローガンである「ヤンキー・ゴー・ホーム」のもじりであると述べているが、そもそもこのスローガンは日本よりも早く東西分断後のドイツやフランス、イタリアなどで駐留アメリカ軍に対して使われたスローガンであるため、着想はそちらからと判断するのが妥当だろう。

## あらすじ
1964年3月26日（本作の出版は1955年であり、近未来という設定）。スランプに陥ったSF作家ルーク・デヴァルウは、小説の着想を得るため、カリフォルニア州インディオに近い、人里離れた丸太小屋にひとり立てこもっていた。太平洋標準時午後8時14分（日本標準時午後1時14分）、「もし火星人がやってきたら」と考えていたところへ、突然、身長2フィート半（約76センチメートル）の緑色をした小人が現れる。彼は月が2つある惑星、すなわち火星から来たという。
火星人は1人ではなく、同日同時刻に地球上の各地に、10億人もの火星人が一斉に出現した。
火星人たちは瞬間移動能力と透視能力を持つうえに実体がなく、人間は直接触れることすらできず、物理的な攻撃が一切通用しない。さらには、例外なくおしゃべりなうえに口が悪く地球人を見下しており、神経を逆なでするような嫌味ばかりを口にするため、世界中どこにでも現われて口をきくという、ただそのことによって全地球は大混乱に陥り、あらゆる軍事機密は暴露され、経済は崩壊してしまう。
友人に勧められて西部劇を書きだしたルークは火星人の嫌がらせによって錯乱し、特異な偏執病にかかった結果、彼らの存在をまったく認識しなくなる。「火星人は自分の妄想が産みだした存在なのでは」という唯我論的思考にとりつかれたルークは火星人を消滅させるため、再び丸太小屋に向かう。

## 火星人
プロローグでも説明されているように、1950年代当時一般的だった異星人のステレオタイプである、「リトル・グリーン・マン」そのままの姿をしている。
全身がエメラルドグリーンで、ダークグリーンの服を着、同じ色の靴を履いている。身長は個体差があり、最大3フィート（約90センチメートル）から最小2フィート3インチ（約69センチメートル）程度。人間の体形と比較すると、手足がひょろ長く胴が極めて短い。頭は球形に近く、口と鼻は人間のそれの2倍もある大きさであり、目と耳は小さい。手の指は6本ある。性別があるかどうかは不明。
「クイム」（kwim）という瞬間移動能力を持ち、火星から地球まで一秒もかからずに移動することができる。また、透視能力を持っているうえに覗き見の趣味があるため、彼らの前で秘密を守ることはできない。
物理的実体が存在しないらしく、地球人が直接手で触れることはできず、レーダーで捕捉することもできない。その一方で、声を発し、その声を録音することができる、ドアをノックする、写真にはっきり写るなど、なんらかの物理的実体が存在する兆候も見せる。
名前を用いる習慣がなく、アメリカ人に対しては、相手構わず、男性には「マック」（mack）、女性には「トゥーツ」（toots）と呼びかける（どちらも、名前を知らない相手に対して呼びかける際に用いる俗語。他国の場合は、同様の俗語表現を用いる）。地球人の言葉は、どんな言語でも数時間で完璧に習得することができる。
身長と知能程度には多少の個体差が認められるが、性質は全く同じで、例外なくおしゃべりで口が悪く、喧嘩好きで不作法なひねくれ者であり、地球人に対するいやがらせのみを目的として行動している。火星人は嘘をつけないのではないか、と推定した科学者に対して「おれには嘘がつけるぜ」と言って混乱させた。
地球に来た目的は、彼らがまともに説明しようとしないため一切不明。彼らが本当に火星から来たのかどうかも確認されていない。

## 登場人物
表記は稲葉明雄訳による。
ルーク・デヴァルウ（Luke Deveraux）
本作の主人公。SF作家。37歳（作中で誕生日を迎え、38歳になる）。ロサンゼルス在住。本名でSFを書いているほか、「ルーク・デヴァーズ」（Luke Devers）という筆名で西部劇も書いており、『エルドラドの地獄』などの作品があるが、自身ではあまり気にいっていない模様。
マージイ・デヴァルウ（Margie Devereaux）
ルークの妻。7か月前から別居中であり、5か月先には離婚判決が下る予定。ロング・ビーチ総合精神病院の看護婦。
カーター・ベンスン（Carter Benson）
小説家。ルークの友人。丸太小屋の持ち主。
バーンステイン（Bernstein）
バーンステイン書房の経営者。ルークやカーターの本を出版している。
ラルフ・S・フォーブズ（Ralph S. Forbes）
精神分析医養成のセミナーを開くが、その場で火星人に家庭の秘密や経歴詐称を暴露されてしまう。
エリコット・H・スナイダー（Ellicott H. Snyder）
スナイダー精神病院院長。錯乱したルークの主治医となり、ルークが火星人を認識しなくなったことに気づく。
ヤト・イシュルティ（Yato Ishurti）
国連事務総長。火星人の目的は地球人の戦争を止めさせるためか、あるいは地球人の火星進出を阻止するためだと考え、全世界に対するラジオ演説を行う。
ハイラム・ペドロ・オーバードルファー（Hiram Pedro Oberdorffer）
シカゴのアパートの雇われ管理人で、自称科学者。火星人追放のため「対地球圏外陽子超振動器」を発明する。
マカーシ（M'Carthi）
アフリカの赤道近くに住むモパロビ族の酋長。「同名の合衆国前上院議員と縁戚関係にあったわけではない」と、わざわざ断り書きが入れられている。
ブガッジ（Bugassi）
モパロビ族の祈祷師。マカーシ酋長に命じられてグジャムナカタ（火星人）を追放する儀式を行う。

## 日本語訳
- 『火星人ゴー・ホーム』森郁夫訳 早川書房〈ハヤカワ・ファンタジイ〉、1958年。
- 『火星人ゴーホーム』稲葉明雄訳 『世界SF全集 16 スタージョン ブラウン』早川書房、1969年2月、所収。
- 『火星人ゴーホーム』稲葉明雄訳 早川書房〈ハヤカワ文庫SF〉、1976年11月。ISBN 4-15-010213-9

## 映画
1989年に『火星人ゴーホーム!』として映画化された（原題は同じ）。